# Niechmirów

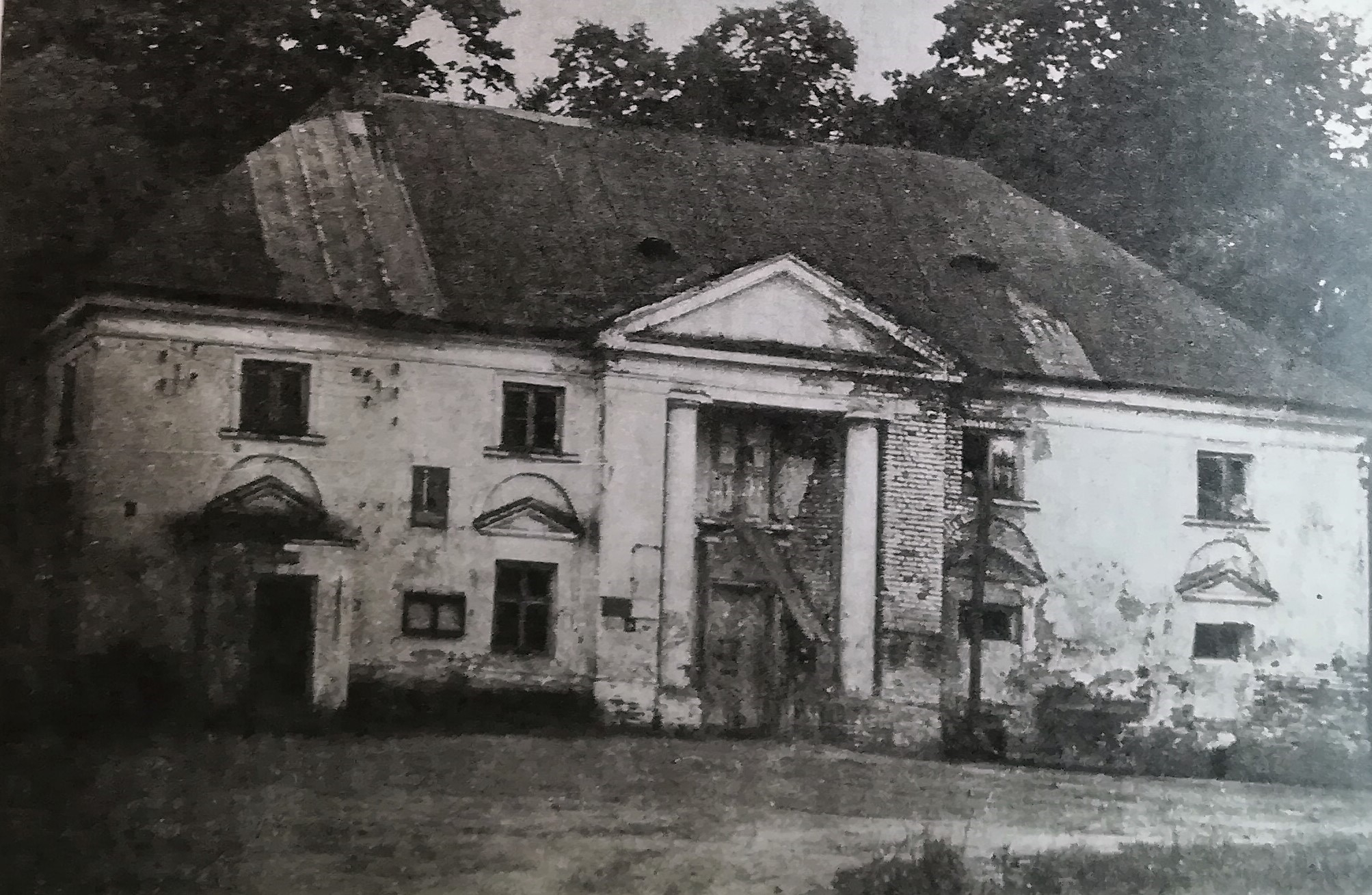
Spichlerz – dawna oficyna dworska (przed 1990)

Niechmirów – wieś w Polsce położona w województwie łódzkim, w powiecie sieradzkim, w gminie Burzenin. Wieś leży nad rzeką Oleśnicą, 9 km od Burzenina, w sąsiedztwie sporych obszarów leśnych. 
W latach 1954–1968 wieś należała i była siedzibą władz gromady Niechmirów, po jej zniesieniu w gromadzie Kamionka. W latach 1975–1998 miejscowość administracyjnie należała do województwa sieradzkiego. 
Mieszka tu 361 osób. W skład sołectwa wchodzą: Niechmirów PGR, Niechmirów Kolonia Prawa, Niechmirów Kolonia Lewa i Niechnmirów-Radunek. 
| SIMC    | Nazwa        | Rodzaj    |
| ------- | ------------ | --------- |
| 0701139 | Lewa Kolonia | część wsi |
| 0701151 | Rudunek      | część wsi |
| 0701100 | Światłowizna | część wsi |
| 0701116 | Zamoście     | część wsi |

## Historia
Pierwsza pisana wzmianka o wsi (Nyechmyrów, Nyekmirów) pochodzi z 1553 r. Był tu wtedy folwark należący do braci Marcina i Jana Niechmirowskich. Pod koniec XVII w. właścicielami Niechmirowa byli Olszowscy. W 100 lat później wieś posiadał Hieronim z Olszowy Olszowski. W 1863 r. Antoni Olszowski, dziedzic Niechmirowa, był cywilnym naczelnikiem powstańczym powiatu sieradzkiego i za to został zesłany na Sybir. W 1870 r. na licytacji majątek ten nabył fabrykant N. Heutschel fabrykant z Łodzi. W XIX w. wieś liczyła 423 mieszkańców (w tym 10 Żydów) i 41 domów. Był tu wówczas młyn, piec wapienny i cegielnia. W 1880 r. wieś nabył Łabędzki. Ostatnim właścicielem folwarku był Żyd Mendel Glinstein, nazywany przez mieszkańców "Jaśnie Tate" (tak mówiły do niego córki). W czasie okupacji była tu filia sieradzkiego więzienia, po wojnie – PGR. Piękny murowany dwór w 1945 r. spalili radzieccy żołnierze.

## Zabytki
Pozostała neogotycka kaplica Niepokalanego Poczęcia NMP i bł. Wincentego Kadłubka, wzniesiona w 1729 r. przez Olszowskich, przebudowana w 1876 r. Jest to budynek murowany na planie ośmioboku, z czterema niższymi ryzalitami. Ocalała także oficyna podworska z przełomu XVIII/XIX w. W podworskim parku aleja grabowa i cenne okazy drzew. 
W lesie nad rzeką Oleśnicą (na wschód od wsi) odkryto w 1927 r.,podczas wyrębu lasu, duże cmentarzysko kultury łużyckiej badane jeszcze w roku odkrycia przez archeologa J. Fitzke z Muzeum Prehoistorycznego w Krakowie. Poczynając od 1973 r. było ono badane przez wiele lat przez archeologów pod kierunkiem A. Dzierzgowskiej z Muzeum Okręgowego w Sieradzu gdzie można oglądać wydobyte eksponaty. Cmentarzysko to było używane bez przerwy przez ok. 1,5 tys. lat, obejmuje 9 ha, i należy do największych i najbogatszych (w eksponaty) tego typu w środkowej Polsce. Ciała zmarłych palono na stosie, kości wsypywano do naczyń glinianych i wraz z różnymi darami składano w jamie przykrytej kamieniami.
Według rejestru zabytków Narodowego Instytutu Dziedzictwa na listę zabytków wpisane są obiekty:
- oficyna dworska, XVIII/XIX w., nr rej.: 291 z 28.12.1967
- park, XVIII/XIX w., nr rej.: 835 z 28.12.1967